# Pierre d’Estaing

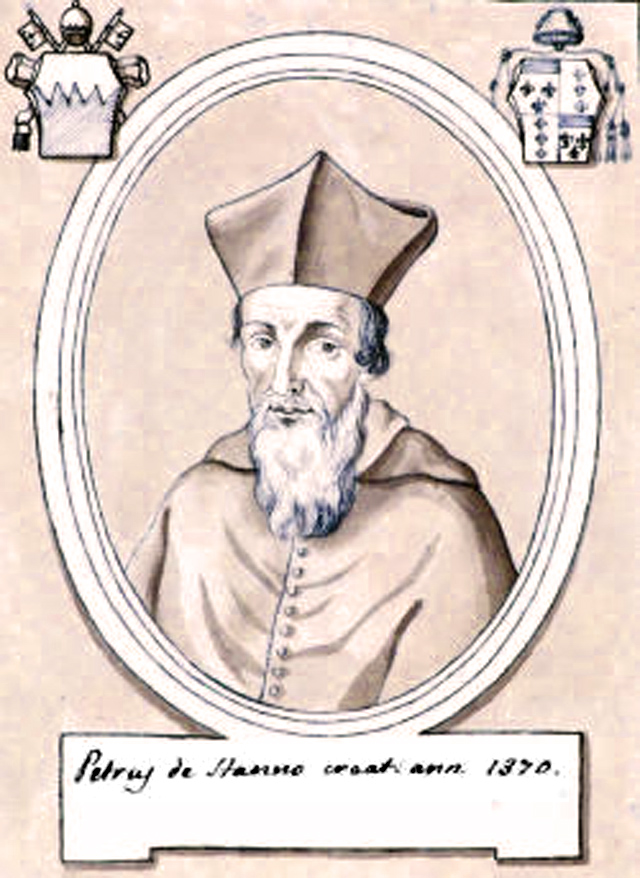
Kardinal Pierre d’Estaing

Pierre d’Estaing, auch d’Estaing OSB (* 1320 in Estaing; † 18. oder 25. November 1377 in Rom) war ein französischer Benediktiner, Bischof und Kardinal.

## Leben
D’Estaing wurde 1320 auf dem Familienschloss als viertes der neun Kinder von Guillaume III. d’Estaing und dessen Ehefrau Esmengarde de Peyre geboren. Er trat in das Benediktinerkloster Ste-Foy in Conques ein und wurde dann Mönch der Abtei Saint-Victor in Marseille. Er erwarb seinen Doktor in Jura.
Er war Prior des Klosters Saint-Genies-d’Olt (Rouergue), des Klosters Sainte-Foy de Colombiers im Bistum Meaux und des Klosters La Canourgue (Gévaudan), welches unweit seiner Heimat lag.
Am 19. November 1361 wurde er zum Bischof von Saint-Flour gewählt. Er baute die Kirche Prior in Villedieu und gründete ein Kapitel mit sechs Chorherren. Am 13. April 1368 wurde er zum Erzbischof von Bourges ernannt.
Am 7. Juni 1370 kreierte Papst Urban V. Pietro Corsini, den Bischof von Volterra und Florenz, zum Kardinalpriester von San Lorenzo in Damaso und d’Estaing zum Kardinalpriester von Santa Maria in Trastevere. 1370 war er mit Anglic Grimoard auf einer Mission in Italien. Daher war er nicht beim Konklave 1370 anwesend. Der neugewählte Papst Gregor XI. ernannte ihn zum Legaten in Italien. Von Juli 1371 bis März 1374 war er in Bologna. 1373 wurde er zum Kardinalbischof von Ostia e Velletri und zum Camerlengo ernannt.
Er starb am 18. oder 25. November 1377 in Rom und wurde in Santa Maria in Trastevere beigesetzt.